# Renault R.S.01
Ne doit pas être confondu avec Renault RS01.
La Renault R.S.01 est une voiture de course développée à partir de 2015 par la filiale Renault Sport Cars du constructeur français Renault.

## Renault R.S.01 (2015 - 2016)
Cette voiture est utilisée dans le championnat monotype Renault Sport Trophy organisé en 2015 et 2016 par Renault Sport. Un accord avec les organisateurs du Championnat VdeV permet de l'utiliser dans le plateau GT de cette compétition. 
Le moteur V6 de 550 chevaux est celui de la Nissan GT-R.

## Palmarès
- 24H Series
  - Victoire aux 12 Heures d'Italie 2016 avec l'écurie V8 Racing et les pilotes Luc Braams, Max Braams, Nicky Pastorelli et Miguel Ramos.
  - Deuxième des 24H SERIES 2017 (powered by Hankook) de Dubaï, catégorie A6-Am. Renault Sport Racing et son écurie officielle GP Extreme, pilotée par Nicky Pastrorelli, Frédéric Fatien, Tiziano Carugati et Stuart Hall.